# Pablo Iglesias Posse
|  | No s'ha de confondre amb Pablo Iglesias Turrión. |

Pablo Iglesias Posse –originalment Paulino– (Ferrol, 18 d'octubre de 1850 - Madrid, 9 de desembre de 1925) fou un dirigent socialista espanyol, fundador del Partit Socialista Obrer Espanyol i la Unió General de Treballadors. És sens dubte el dirigent més carismàtic del sindicalisme socialista espanyol. Amb la seva llarga i prolífera trajectòria al capdavant de la UGT (1899-1925) i del PSOE ha esdevingut un símbol del socialisme espanyol.

## Biografia
Orfe de pare, la seva família es traslladà a Madrid l'any 1860 i hagué de romandre en un hospici, on li fou ensenyat l'ofici d'impressor. A l'edat de 12 anys començà a treballar en una impremta madrilenya. El mes de març de 1870 s'adherí a la FRE de l'AIT i en fou membre del Consell Federal. Assistí al congrés de Saragossa (1872) i aquest mateix any fou expulsat pel sector bakuninista. Impulsà la formació de la Nueva Federación Madrileña, formada pels dissidents marxistes de la FRE de l'AIT. President de l'Associació General de l'Art d'Imprimir (1873-1885), el 1879 participà en la fundació del PSOE (a la taberna Casa Labra i en la clandestinitat) partit del qual en serà president fins a l'any 1925. Fou detingut a Madrid per participar en una vaga, juntament amb Antonio García Quejido (1882). El 1886 és nomenat director del diari El Socialista. Participà en la fundació de la UGT a Barcelona (1888), de la qual serà l'alma-mater i president de l'any 1899 fins a la seva mort. El 1891 assistí al congrés obrer de Madrid per a la reconstitució de la FTRE, on intentà desviar el congrés cap a la UGT. El 1894 fou novament detingut a Màlaga durant una vaga. Intervingué en el congressos de la Segona Internacional de París (1889), de Brussel·les (1891), de Zúric (1893), de Londres (1896), París (1900), Amsterdam (1904), Stuttgart (1907) i Copenhaguen (1910). Empresonat per un article en El Socialista (1904), arran d'una petició d'indult, escrigué: no demanaré mai gràcia a l'enemic i si aquesta m'és atorgada sense demanar-la, no la rebré amb bones maneres. L'any 1905 fou elegit regidor a l'ajuntament de Madrid i diputat a Corts l'any 1910, essent el primer diputat socialista. Col·laborà en el diari La Lucha. Membre del Bureau International Socialiste, el 1917 assistí com a delegat del PSOE a l'Assemblea de Parlamentaris de Barcelona. Amb la seva forta oposició a la III Internacional va provocar l'escissió del PSOE i la formació del PCOE (1921), posteriorment integrat dins el PCE. Auster i exigent en la tasca sindical i política ha esdevingut el model de capdavanter obrer respectat i imbuït d'una particular autoritat. Una greu malaltia el va recloure a casa seva, malgrat tot dirigí el partit i el sindicat pràcticament fins a la seva mort l'any 1925.

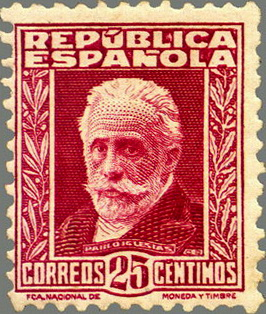
Segell de la República Espanyola de 1931 amb la imatge de Pablo Iglesias

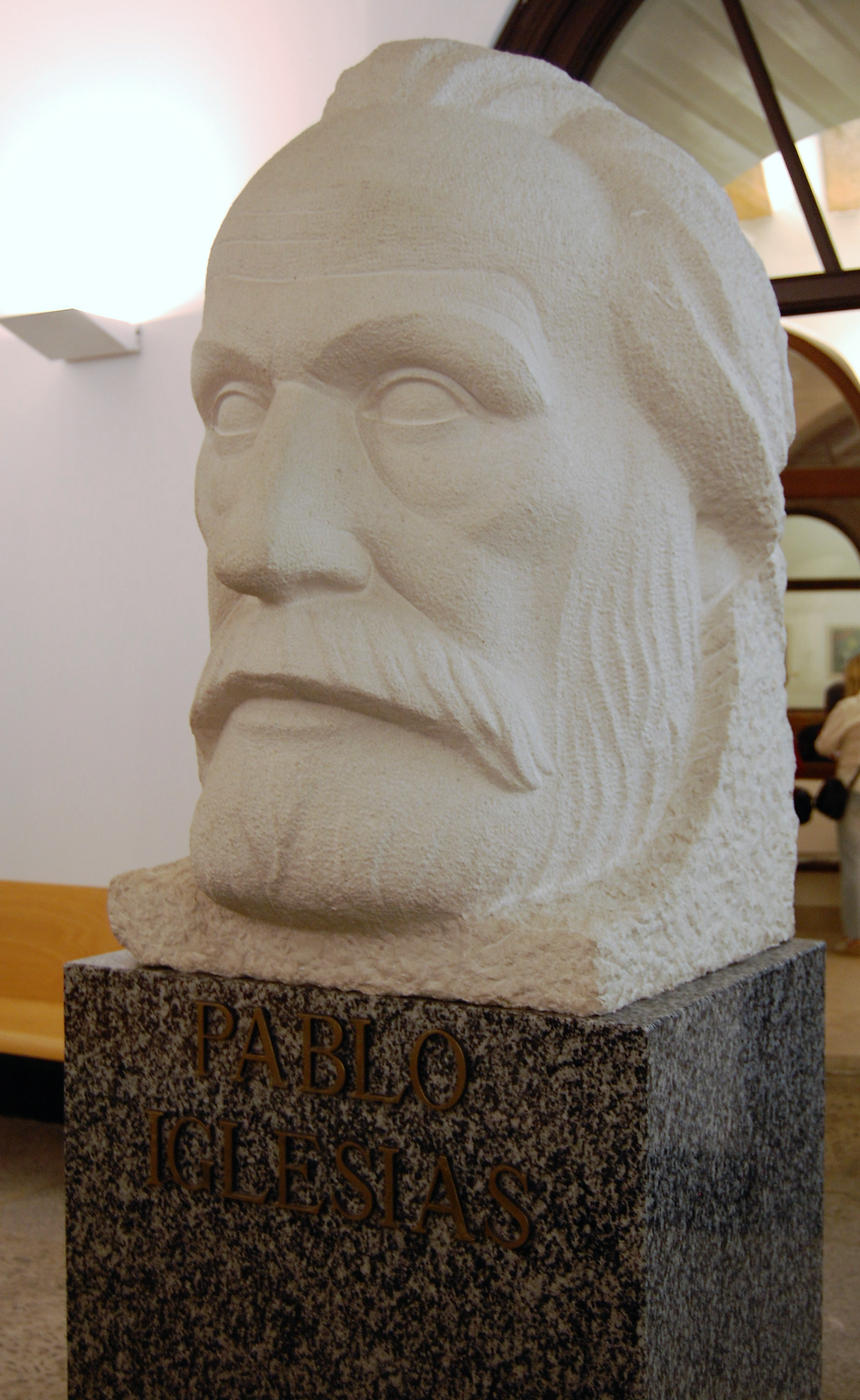
Pablo Iglesias (José Noja, 2001).